# 구본권
구본권은 대한민국의 기자이다

## 생애
1990년부터 한겨레신문 기자로 일하였다. 2007년부터 논문과 세미나 등을 통해 디지털 세상에서 '잊혀질 권리'의 필요성을 주장하였다. 2014년부터 한겨레신문 사람과디지털연구소장으로 활동하였다. 2014년에는 25년 동안 취재 기자로 일한 경력과 IT 분야만 7년여 동안 취재하면서 보고 겪었던 경험을 바탕으로 <당신을 공유하시겠습니까?>(2014년)를 냈는데, 이 책은 '디지털 시대에 현명한 기술 수용자로 살아가는 법'을 고민한 책이다.
구본권의 디지털 리터러시 10계명은 다음과 같다.
1. 기기가 당신을 조종하지 못하게 하라.: 디지털 기술과 기기에 지배당하고 있는 것은 아닌지 돌아봐야 한다.
2. 디폴트 세팅을 '나만의 설정'으로 바꿔라.: 기기를 구입하고 앱이나 프로그램을 설치하면 맨 먼저 초기 값이 어떻게 설정돼 있는지를 살피고 '나만의 설정'으로 바꿔야 한다.
3. 가능한 한 자주 '방해금지 모드'를 활용하라.: 회의 시간, 집중하고 싶은 시간, 심야 시간에는 스마트폰을 방해금지 모드(차단모드)로 사용해야 한다.
4. 수시로 이메일, 알림을 삭제하고 청소하라.: 꼭 필요한 사이트가 아니면 회원 가입을 삼가고, 가입 시에는 광고 메일을 받지 않도록 설정을 확인해야 한다.
5. 뇌가 휴식할 시간을 제공하라.: 자투리 시간이나 대기 시간에 스마트폰 화면을 들여다보는 대신 멍하게 지내면서 온갖 상념에 빠져보는 것이 좋다.
6. 올리기 전 프라이버시를 먼저 점검하라.: 글이나 사진을 올리기 전 "만약의 경우 신문 1면에 그대로 실려도 좋은가" 등을 고민해봐야 한다.
7. 소셜네트워크의 분칠에 현혹되지 마라.: 하루에 소셜네트워크를 얼마나 이용할지 시간을 정해놓고 지나치게 많은 시간을 투입하지 않도록 해야 한다.
8. 스마트폰과 동침하지 마라.: 스마트폰 바구니 같은 것을 마련해 심야에 스마트폰이 있어야 할 자리를 지정해 두는 것이 좋다.
9. 스스로를 구글링해보라.: 자신이 인터넷 세상에서 다른 사람들에게 어떻게 노출되고 있는지를 알아야 한다.
10. '모바일 신언서판(身言書判)'이 새 에티켓이다.: 통화 습관, 문자 대화, 소셜네트워크에서의 태도가 개인의 평판과 이미지를 만든다. 새로운 환경은 새로운 에티켓을 필요로 한다.[6]

## 학력
- 서울대학교 철학과: 학사
- 한양대학교 언론정보대학원 언론학과: 박사 과정 수료

## 경력
- 1990년: 한겨레신문 기자, 한양대학교 신문방송학과 겸임교수
- 2014년 ~ : 한겨레신문 연구기획조정실 사람과디지털연구소장, 한겨레신문 편집국 온라인부문 온라인뉴스팀 팀장, 한겨레신문 경제부 기자

## 저서
- 《당신을 공유하시겠습니까》. 어크로스. 2014년. ISBN 9788997379514
- 《로봇시대, 인간의 일》 어크로스. 2015년. ISBN 9788997379767

## 번역서
- 빅토어 마이어 쇤베르거 저. 구본권 역. 《잊혀질 권리》. 지식의날개. 2011년. ISBN 9788920005848